# Manfred Ebel

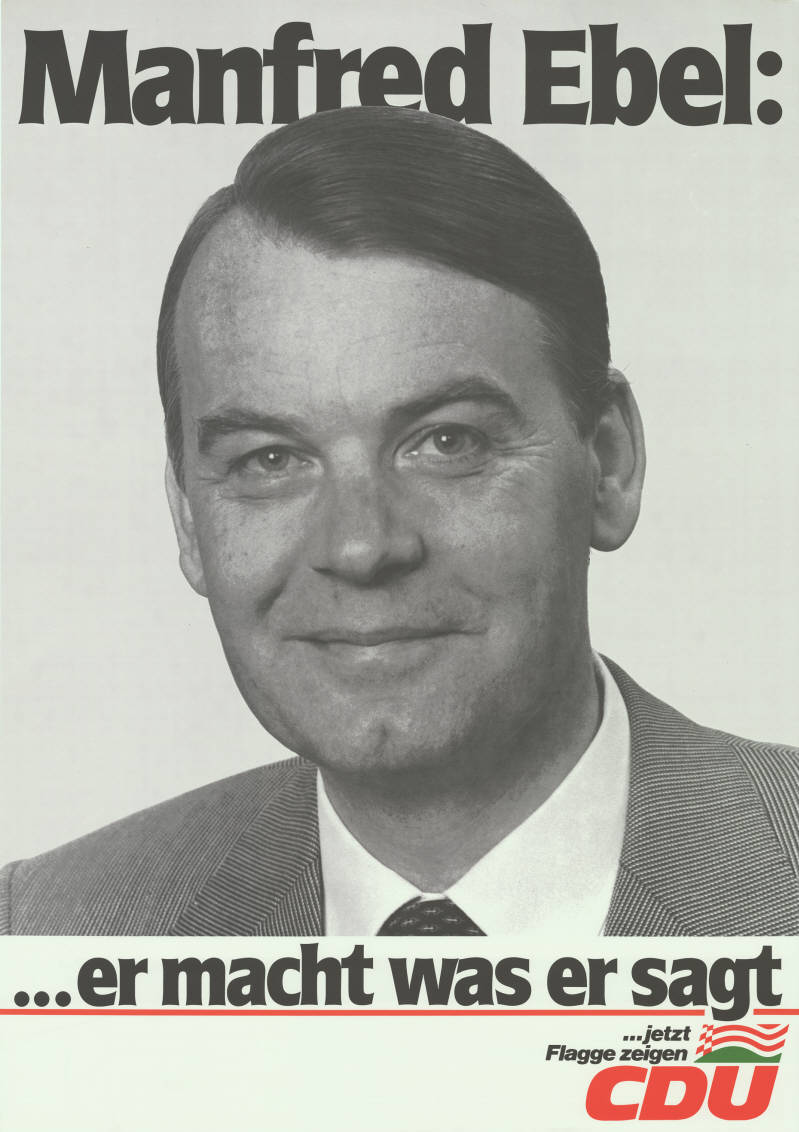
Wahlplakat von Manfred Ebel zur Bürgerschaftswahl in Bremen 1979

Manfred Artur Ebel (* 19. Juli 1932 in Hirschberg im Riesengebirge, Provinz Niederschlesien; † 6. April 1999) war ein deutscher Politiker (CDU) und Kapitän. Er war von 1984 bis 1989 Mitglied des Europäischen Parlaments.

## Politik
Ebel war von 1972 bis 1976 sowie erneut von 1980 bis 1982 Vorsitzender der CDU Bremerhaven.
Bei der Europawahl 1984 kandidierte er als Spitzenkandidat des CDU-Landesverbands Bremen und zugleich auf der Landesliste Nordrhein-Westfalen, über die er in das Europäische Parlament einzog. Er war Mitglied der EVP-Fraktion und des Verkehrsausschusses. Nach der Europawahl 1989 schied Ebel aus dem Parlament aus, da sein Listenplatz nicht für den Wiedereinzug reichte.

## Privat
Manfred Ebel war verheiratet mit Ingrid Anders.